# Gold Star Studios
Los Gold Star Studios fueron uno de los más exitosos e influyentes estudios de grabación independientes de Estados Unidos. Localizados en Los Ángeles, California, estuvieron activos desde su apertura en 1950 hasta su cierre difinitivo en 1984.

## Historia
Los Gold Star Studios fueron fundados por David S. Gold y Stan Ross en octubre de 1950, los estudios de grabación se ubicaban en el 6252 de Santa Monica Boulevard, cerca de Vine Street en Hollywood. El estudio fue reconocido por su exclusivo equipo de grabación diseñado a medida, que fue diseñado y construido por el propio Gold, al igual que sus famosas cámaras de eco.
A mediados de la década de los 50, un joven Phil Spector comenzó a frecuentar los estudios con la esperanza de aprender algo sobre grabación, ganándose pronto la confianza del productor e ingeniero de Gold Star, Stan Ross, quien acogió a Spector y le enseñó las bases de la producción discográfica. A comienzos de los años 60, Spector comenzó a usar los estudios para desarrollar su famoso "Wall of Sound". Las instalaciones fueron usadas también por los Beach Boys para grabar algunos de sus trabajos más aclamados, como el álbum de 1966, Pet Sounds, el sencillo "Good Vibrations" o el inconcluso Smile.
El estudio estaba equipado con cámaras de eco trapezoidales que el propio David S. Gold diseñó basándose en años de experimetación. Con gruesas paredes de cemento, a las cámaras se accedía por una apertura de apenas 50 cm de ancho y alto.
Gold Star fue responsable de lo que se cree que es el primer uso comercial de la técnica de producción llamada Flanger, que se presentó en el sencillo "The Big Hurt" de Toni Fisher. Otra de las innovaciones de Gold era un pequeño transmisor que le permitía transmitir mezclas para que pudieran ser recogidas en una radio de automóvil cercana, lo cual era especialmente importante para los artistas de la época en que la radio AM era el medio de transmisión dominante.

### Artistas
Los estudios acogieron centenares de grabaciones y muchos de los artistas de mayor éxito internacional incluidos Ritchie Valens, Eddie Cochran, Hugh Masekela, The Chipmunks, The Cascades, Bobby Troup, Phil Spector, Darlene Love, Donna Loren, Brian Wilson, Sonny & Cher, The Rose Garden, Zane Ashton (aka Bill Aken), Buffalo Springfield, Duane Eddy, Jimi Hendrix, Neil Young, The Ronettes, Dick Dale, The Righteous Brothers, Iron Butterfly, Herb Alpert & The Tijuana Brass, Ralph Williams/The Marauders, Jan and Dean, Dick and Dee Dee, Joan Jett, Cherie Currie, Meat Loaf, The Champs, The Sunrays, The Baja Marimba Band, Bobby Darin, The Cake, The Who, The Monkees, Tommy Boyce, The Band, The Go-Go's, The Ramones, The Association, Art Garfunkel, Leonard Cohen, Bob Dylan, John Lennon, Tina Turner y Maurice Gibb.
También fue ampliamente utilizado para producir música para el cine y la televisión, así como por artistas de Broadway, incluyendo Frank Loesser, Johnny Mercer, Sammy Fain, Bob Sherman, Dick Sherman y Dimitri Tiomkin y grabaciones para el programa de la ABC-TV, Shindig!. Donna Loren, miembro del reparto de Shindig!, realizó en los estudios sus primeras grabaciones. Entre los artistas de Jazz que utilizaron los estudios destacan Gerry Mulligan, Chet Baker, Oscar Moore, The Hi-Los y Louis Bellson.
La cantante y compositora Johnette Napolitano, cofundadora de Concrete Blonde, trabajó como recepcionista de los estudios a comienzos de los años 80.

## Cierre
Diversos problemas de índole económica provocaron que Gold Star cerrara sus puertas en 1984. Las nuevas tecnologías permitían además a las bandas hacer sus propias grabaciones. Varios meses después de que los estudios fueron desocupados, un incendio destruyó el edificio. Un mini-centro comercial se construyó más tarde en su lugar.
El 11 de marzo de 2011, Ross falleció a consecuencia de complicaciones producidas tras una operación para corregir un aneurisma abdominal, a la edad de 82 años.